# صانع المطر (مسرحية)
صانع المطر مسرحية سورية بطولة الفنان دريد لحام وفرقة أسرة تشرين المسرحية السورية، وهو آخر الأعمال المسرحية التي قام ببطولتها دريد لحام.

## القصة
وقصة المسرحية تدعو المواطن إلى أن يصنع أحلامه ويجد الحلول لمشاكله بنفسه دون أن ينتظر الحلّ من الآخرين. واستطاع قيصر (دريد لحام) إخراج المطر من الأرض بعد أن انتظره الجميع أن يهطل من السماء، وهكذا تدور أحداث المسرحية.

## روابط خارجية
- صانع المطر على موقع قاعدة بيانات الأفلام العربية